# Нойштифт-Иннерманцинг
Нойштифт-Иннерманцинг (нем. Neustift-Innermanzing) — коммуна (нем. Gemeinde) в Австрии, в федеральной земле Нижняя Австрия. 
Входит в состав округа Санкт-Пёльтен.  Население составляет 1405 человек (на 31 декабря 2005 года). Занимает площадь 14,9 км². Официальный код  —  31927.

## Политическая ситуация
Бургомистр коммуны — Эрнст Хохгернер (АНП) по результатам выборов 2005 года.
Совет представителей коммуны (нем. Gemeinderat) состоит из 19 мест.
- АНП занимает 14 мест.
- СДПА занимает 4 места.
- Зелёные занимают 1 место.